# Giorno della Costituzione norvegese
Il giorno della Costituzione norvegese è la festa nazionale norvegese. I norvegesi la chiamano semplicemente syttende mai (che significa 17 maggio), (Nasjonaldagen il giorno della nazione) o Grunnlovsdagen (il giorno della Costituzione), sebbene quest'ultima dicitura sia la meno frequente.

## Storia

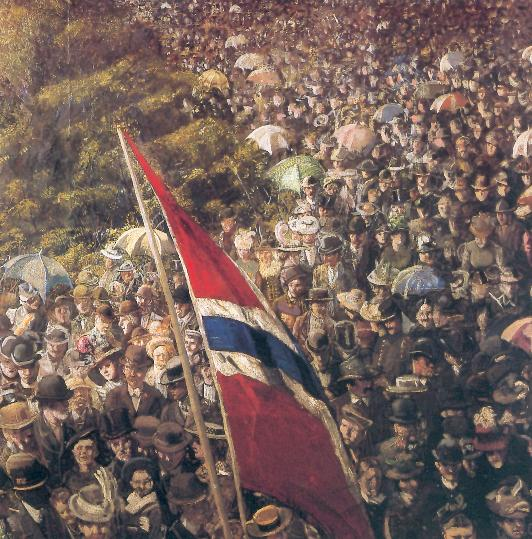
17 maggio 1893 del pittore norvegese Christian Krohg (1852–1925). Si noti che la bandiera non ha il Sildesalaten, simbolo del regno di Norvegia-Svezia.

La Costituzione della Norvegia fu firmata a Eidsvoll il 17 maggio 1814, dichiarando la Norvegia nazione indipendente.
La celebrazione di questo giorno iniziò spontaneamente per lo più tra gli studenti negli anni successivi, e per qualche anno il re fu riluttante a permettere le celebrazioni. Per un paio di anni durante gli Anni 1820 il re Jean-Baptiste Jules Bernadotte la proibì, poiché pensava che i festeggiamenti fossero una specie di protesta e di mancanza di riguardo - quasi una rivolta. L'atteggiamento del re cambiò dopo la Torvslaget nel 1829, un incidente che provocò commozione al re così che permise di festeggiare il Giorno della Costituzione. Solo nel 1833 tutta la popolazione iniziò a festeggiare pubblicamente per ricordare quel giorno. Quell'anno, la celebrazione ufficiale iniziò presso il monumento del vecchio politico Christian Krohg, conosciuto per aver fermato l'accentramento del potere nelle mani del Re. Il discorso fu tenuto da Henrik Wergeland, considerato una spia svedese, mandato dallo stesso Re.
Dopo il 1864 questa ricorrenza fu festeggiata in modo più stabile e fu organizzata la prima sfilata dei bambini a Christiania, mentre le bambine sfilarono lungo un percorso diverso. L'iniziativa fu presa da Bjørnstjerne Bjørnson, sebbene Wergeland organizzò la prima sfilata dei bambini nota a Eidsvoll intorno al 1820.
Per coincidenza storica, la seconda guerra mondiale finì in Norvegia solo nove giorni prima del Giorno della Costituzione di quell'anno, l'8 maggio 1945, quando gli occupanti tedeschi si arresero. Sebbene il Giorno della Liberazione sia una festa ufficiale nazionale, non è vacanza e non è ampiamente festeggiata.
Un nuovo e più ampio significato è stato invece inserito nella celebrazione dell'indipendenza norvegese del 17 maggio. Infatti la festa, che originariamente si focalizzava sulla costituzione norvegese, dopo il 1905 celebra anche la famiglia reale.
Ricordiamo che gli autori della Costituzione furono Christian Magnus Falsen, il padre della Costituzione Norvegese e Johan Gunder Adler.

## Sfilate dei bambini

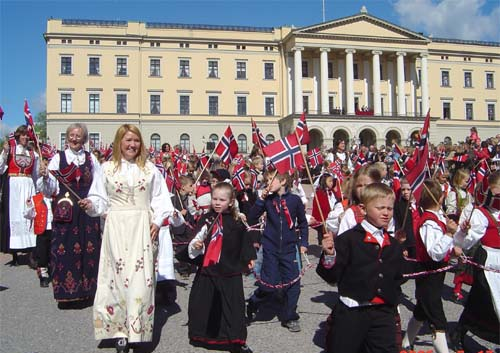
Sfilata dei bambini davanti al Palazzo reale di Oslo.

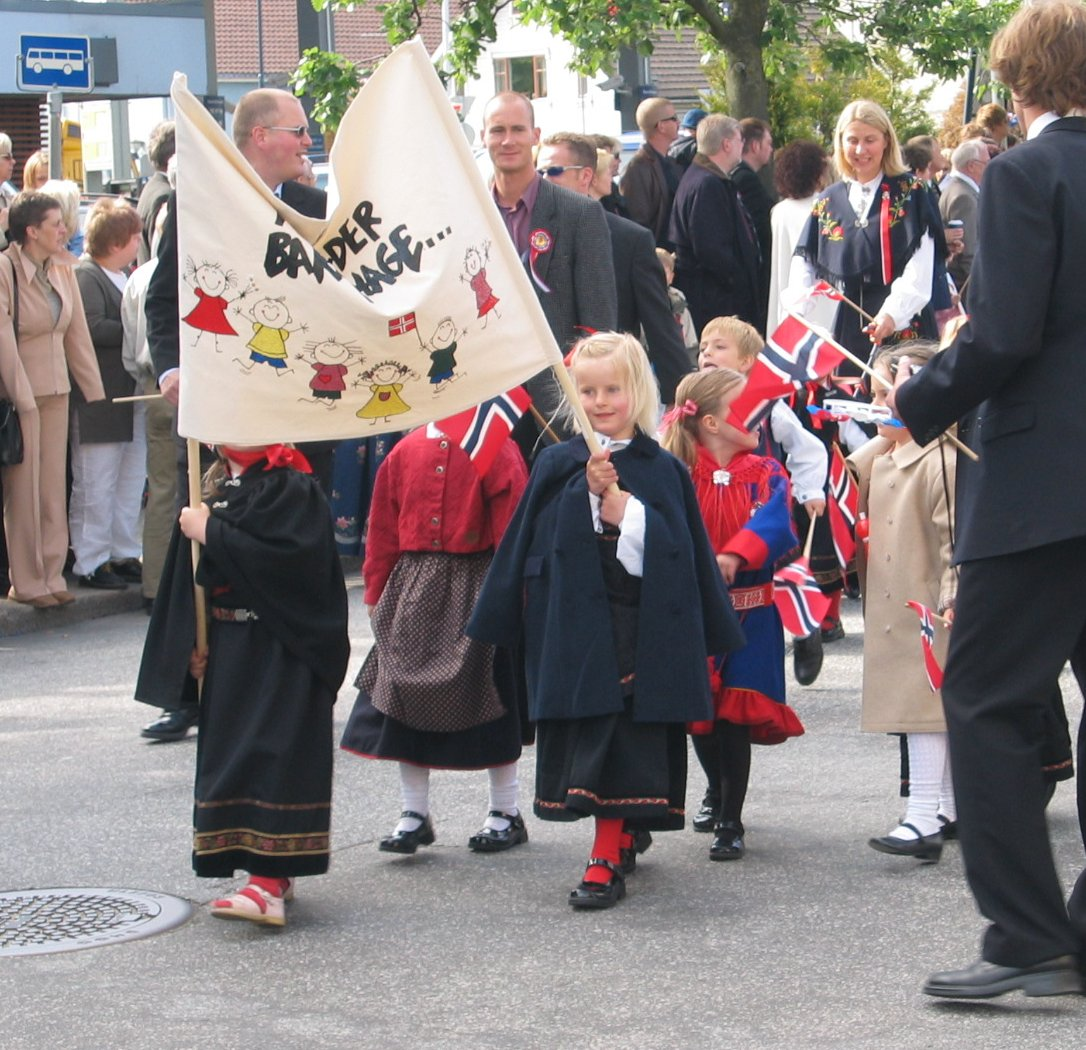
I bambini della scuola d'infanzia che sfilano.

Un aspetto importante della festa della costituzione norvegese è la sua natura assolutamente non militare. In tutta la Norvegia, le sfilate dei bambini con molte bandiere norvegesi formano l'elemento centrale della festa. Ogni circolo scolastico elementare organizza la sua sfilata con bande delle scuole. La sfilata porta i bambini attraverso le cittadine, spesso con fermate presso le case dei cittadini anziani, dei memoriali di guerra, ecc. La sfilata più lunga è a Oslo, dove un centinaio di migliaia di persone attraversano il centro per partecipare alle principali feste. È trasmessa tutti gli anni alla televisione, con commenti sui costumi, sugli striscioni, ecc. insieme a servizi sui festeggiamenti in tutta la nazione. La sfilata di Oslo include un centinaio di scuole e bande, e sfila davanti al palazzo reale dove viene salutata dalla famiglia reale, affacciata al balcone principale.
La tipica sfilata dei bambini di una scuola consiste in qualche scolaro tra i più anziani che porta la bandiera ufficiale della scuola, seguiti da altri bambini che portano le bandiere norvegesi di dimensione standard e dalla banda della scuola. Dopo la banda sfilano gli altri scolari, spesso in ordine crescente di età, con bandierine norvegesi e striscioni fatti da ogni classe. Spesso sono invitate anche le scuole d'infanzia vicine. Spesso gli spettatori si uniscono alla sfilata e seguono i bambini di ritorno a scuola.
Nelle cittadine la sfilata può fermarsi presso siti particolari lungo il percorso, ad esempio case di cura o memoriali di guerra. A Oslo la sfilata si ferma presso il palazzo reale, mentre Skaugum, la casa del principe, è una fermata tradizionale per le sfilate di Asker.
Durante la sfilata una banda suona e i bambini intonano canti sulla celebrazione della festa nazionale. La sfilata si conclude con il canto dell'inno nazionale "Ja, vi elsker dette landet" (generalmente i versi 1, 2 e 8), e dell'inno reale "Kongesangen".
Oltre alle bandiere, le persone portano coccarde rosse, bianche e blu. Sebbene sia una tradizione di lungo corso, è diventato sempre più popolare che gli uomini, le donne e i bambini indossino il costume tradizionale, detto bunad. I bambini inoltre fanno molto rumore urlando "Urrà", cantando, fischiando e agitando percussioni.
Oltre alle sfilate dei bambini, ci sono sfilate per il pubblico, a cui ogni cittadino può partecipare. Esse sono organizzate da bande e spesso dagli scout e guide locali, dai cori locali, ecc. Sono tenute il mattino presto o il pomeriggio, prima o dopo le sfilate delle scuole.
Tutte le sfilate iniziano o finiscono con discorsi, che possono essere tenuti sia dagli adulti sia dai bambini. Dopo le sfilate, ci sono giochi per i bambini e spesso sono consumati molti gelati, caramelle, dolci e pølse (hotdog).

## Russ
L'ultima classe dell'equivalente norvegese della scuola superiore - conosciuta come russ - celebra il 17 maggio, per cui i ragazzi festeggiano nelle cittadine durante tutta la notte. Nelle loro sfilate, i ragazzi parodiano molti aspetti locali e politici, sebbene questo sia diventato meno frequente.

## Festeggiamenti in Norvegia
- A Oslo, i bambini di tutte le scuole della città si radunano per sfilare davanti al Palazzo reale, salutati dalla famiglia reale norvegese.
- Nel comune di Asker, fuori Oslo, i bambini si radunano la mattina davanti alla residenza dell'erede al trono nella tenuta di Skaugum (dando tempo al Principe e alla sua famiglia di raggiungere Oslo più tardi).
- Bergen ha una sfilata tradizionale che include gruppi comici, diverse organizzazioni locali, una sfilata dei bambini e i Buekorps.
- A Trondheim, bambini di tutte le scuole della città sfilano nelle strade durante la mattina. Nel pomeriggio, inizia il "borgertoget", una sfilata in cui sono rappresentati i pompieri, i gruppi sportivi, le associazioni studentesche e le altre organizzazioni.